# Bassari
El bassari, també denominat onyan (Onian, Onëyan, Ayan, Biyan, Wo), és una llengua del grup de les llengües senegambianes parlada per l'ètnia africana dels bassaris, el territori dels quals es troba dividit per la frontera entre el Senegal i Guinea.

## Població
Aquesta llengua, sovint anomenada tenda, és utilitzada per al voltant de 17.910 persones, principalment a les regions de Koundara, Youkounkoun i Kédougou, però també per alguns bassaris «emigrats» als centres urbans de Dakar, Tambacounda i Conakry.

## Escriptura
S'escriu mitjançant l'alfabet llatí. A Senegal, un decret de 2005 reglamenta l'ortografia del bassari

| Alfabet onyan | Alfabet onyan | Alfabet onyan | Alfabet onyan | Alfabet onyan | Alfabet onyan | Alfabet onyan | Alfabet onyan | Alfabet onyan | Alfabet onyan | Alfabet onyan | Alfabet onyan | Alfabet onyan | Alfabet onyan | Alfabet onyan | Alfabet onyan | Alfabet onyan | Alfabet onyan | Alfabet onyan | Alfabet onyan | Alfabet onyan | Alfabet onyan | Alfabet onyan | Alfabet onyan | Alfabet onyan | Alfabet onyan | Alfabet onyan | Alfabet onyan |
| ------------- | ------------- | ------------- | ------------- | ------------- | ------------- | ------------- | ------------- | ------------- | ------------- | ------------- | ------------- | ------------- | ------------- | ------------- | ------------- | ------------- | ------------- | ------------- | ------------- | ------------- | ------------- | ------------- | ------------- | ------------- | ------------- | ------------- | ------------- |
| A             | B             | Ɓ             | C             | D             | Ɗ             | E             | Ë             | F             | G             | H             | I             | J             | K             | L             | M             | N             | Ñ             | O             | P             | R             | S             | Ŝ             | T             | U             | W             | Y             | Ƴ             |
| a             | b             | ɓ             | c             | d             | ɗ             | e             | ë             | f             | g             | h             | i             | j             | k             | l             | m             | n             | ñ             | o             | p             | r             | s             | ŝ             | t             | u             | w             | y             | ƴ             |

- ĥ, ŵ, ŷ noten les consonants h, w, y nasalitzades.
- Mentre que les vocals e i o són marcades, l'entonació duu l'accent agut : é, ó.